# ملكة الثلج 2
ملكة الثلج 2 (بالإنجليزية: Frozen II)‏ هو فيلم رسوم متحركة موسيقي خيالي أمريكي صدر عام 2019 من إنتاج استوديوهات والت ديزني للرسوم المتحركة وأصدرته شركة والت ديزني بيكتشرز باعتباره تكملة لفيلم ملكة الثلج (2013). أخرج الفيلم كريس باك وجينيفر لي، وأنتج الفيلم بيتر ديل فيشو، وكتبت السيناريو لي. شارك المخرجون في كتابة القصة مع مارك سميث وكريستين أندرسون لوبيز وروبرت لوبيز. يؤدي أصوات الفيلم كريستين بيل وإيدينا مينزل وجوش جاد وجوناثان جروف. تدور أحداث الفيلم بعد ثلاث سنوات من أحداث الفيلم الأول، تتبع القصة إلسا وآنا وكريستوف وأولاف وسفين، الذين يشرعون في رحلة خارج مملكتهم أرينديل من أجل اكتشاف أصل قوى إلسا السحرية وإنقاذ مملكتهم بعد صوت غامض ينادي إلسا.
حصل فيلم "ملكة الثلج 2" على الضوء الأخضر في مارس 2015 بعد نقاش بين الشركة حول ما إذا كان سيُنظر إليه على أنه أقل شأناً من الفيلم الأصلي. استخدم الفيلم تقنيات رسوم متحركة أكثر تعقيدًا وتطورًا مقارنةً بالفيلم الأول، وكان ثمرة تعاون بين الأقسام المختلفة. عاد أندرسون-لوبيز ولوبيز كمؤلفي أغاني الفيلم، وقام كريستوف بيك بتأليف الموسيقى التصويرية مرة أخرى. تُرجم الفيلم إلى 46 لغة، ورافقه عرض سلسلة الأفلام الوثائقية "إلى المجهول: صناعة ملكة الثلج 2".
عُرض فيلم "فروزن 2" لأول مرة في هوليوود، لوس أنجلوس، في 7 نوفمبر 2019، وطُرح في الولايات المتحدة في 22 نوفمبر. وتلقى الفيلم مراجعات إيجابية بشكل عام من النقاد، على الرغم من أنه اعتُبر أقل تاثيرا من سابقه. حقق الفيلم إيرادات بلغت 1.450 مليار دولار أمريكي عالميًا، منهيًا عرضه في دور العرض كثالث أعلى فيلم إيرادات في عام 2019، وعاشر أعلى فيلم إيرادات في التاريخ، وثاني أعلى فيلم رسوم متحركة إيرادات على الإطلاق. كما احتفظ بلقب أعلى افتتاحية فيلم رسوم متحركة إيرادات في العالم لمدة ثلاث سنوات. رُشِّح فيلم "ملكة الثلج 2" لجائزة أفضل أغنية أصلية في حفل توزيع جوائز الأوسكار الثاني والتسعين، من بين جوائز أخرى عديدة. ومن المقرر إصدار الجزء الثالث، "ملكة الثلج 3"، عام 2027.

## القصة
يروي الملك أغنار من أرينديلي قصة لأطفاله الصغار، إلسا وآنا، أن جدهم، الملك رونرد، أبرم معاهدة مع القبيلة المجاورة من نورثولدرا من خلال بناء سد في وطنهم، الغابة المسحورة. ومع ذلك، يندلع قتال، ما يؤدي لوفاة رونرد وغضب الروح المعنوية للأرض والنار والماء والهواء في الغابة. تختفي الأرواح ويحبس جدار الضباب الجميع في الغابة المسحورة. بالكاد يهرب الشاب أغنار بمساعدة منقذ غير معروف.
بعد ثلاث سنوات من تتويجها، تحتفلت إلسا بالخريف في المملكة مع آنا وأولاف رجل الثلج وكريستوف الحاصدة الجليدية ورنة كريستوف سفين. ذات ليلة، عندما تسمع إلسا صوتًا غامضًا يناديها، تتابعه وتوقظ عن غير قصد الروح المعنوية، ما يجبر الجميع في المملكة على الإخلاء. تصل بابي الكبيرة ومستعمرة روك ترول إلى أرينديلي، وتخبرهم بابي أنه يجب عليهم تصحيح الأمور من خلال اكتشاف الحقيقة حول ماضي المملكة.
تصعد إلسا وآنا وأولاف وكريستوف وسفن إلى الغابة المسحورة، بعد سماع إلسا الصوت الغامض. بعد الأجزاء الضبابية في لمسة إلسا، تظهر روح الهواء، على شكل إعصار، وتجتاح الجميع على شكل دوامة. توقفها إلسا، وتشكل مجموعة من التماثيل الجليدية. تكتشف الأخوات أن التماثيل هي صور من ماضي والدهن. يقابلون نورثولودرا وقوات من الجنود الأرينديليين الذين ما يزالون في صراع مع بعضهم. عندما تظهر روح النار، تكتشف إلسا الروح بأنها السمندل السحري المهتاج، وتهدئه. ترتب إلسا وآنا لهدنة بين الجنود ونورثولدرا بعد اكتشافهما أن والدتهما الملكة إيدونا كانت من سكان نورثولران الذين أنقذوا أغنار، الأرينديلي. يتعلمون فيما بعد وجود روح خامسة توحد الناس وسحر الطبيعة.
تواصل إلسا وآنا وأولاف التوجه شمالًا تاركين كريستوف وسفن وراءهم. يجدون سفينة آبائهم المحطمة وخريطة طريق إلى أهتهولان، وهو نهر أسطوري أمرته والدتهم باحتواء جميع تفسيرات الماضي. ترفع إلسا آنا وأولاف بعيدًا إلى بر الأمان وتستمر وحدها. تصادف وتروض نوك، روح الماء الذي يحرس البحر إلى أهتهولان. عند الوصول إلى أهتهولان، الأنهار الجليدية، تكتشف إلسا أن الصوت الذي كان يناديها كان ذكرى دعوة إيدونا الشابة. أن سلطاتها مُنحت لها بطبيعتها بسبب عمل إيدونا غير الأناني في إنقاذ أغنار؛ وأن إلسا نفسها هي الروح الخامسة.
تعلم إلسا أن السد بني كحيلة لتقليل موارد نورثولدرا بسبب كره الملك رونرد لعلاقة القبيلة بالسحر وعزمه على دمج المنطقة في مملكته. وعلمت أيضًا أنه هو الشخص الذي بدأ الصراع بقتل الزعيم غير المسلّح في نورثولدرا. ترسل إلسا هذه المعلومات إلى آنا قبل أن تتجمد بسبب المغامرة في الجزء الأكثر خطورة من أهتهولان. يتسبب هذا بتلاشي أولاف.
تتلقى آنا رسالة إلسا وتخلص إلى أنه يجب تدمير السد لاستعادة السلام. تجد آنا وتوقظ أرواح الأرض العملاقة وتجذبهم نحو السد. يرمي العمالقة الصخور التي تستهدف آنا التي تدمر السد، وترسل الفيضان إلى المضيق البحري إلى المملكة. تذوب إلسا وتعود إلى أريندلي، محولةً الفيضان وتنقذ المملكة.
مع اختفاء الضباب، تلتقي إلسا مع آنا وتحيي أولاف، وتقبل آنا عرض كريستوف للزواج. تشرح إلسا أنها وآنا هما الآن الجسر بين الناس والأرواح السحرية. تصبح آنا ملكة أرينديلي بينما تصبح إلسا حامية الغابة المسحورة، وتزور أرينديلي بانتظام حيث يعود السلام إلى ربوع المملكة.
في مشهد بعد نهاية الفيلم، يزور أولاف قصر إلسا الجليدي ويسرد الأحداث التي مر بها إلى مارشميلو وسنوغيز.

## الأصوات
- كريستين بيل بدور آنا، أميرة ارنديل وشقيقة إلسا الصغرى
- ادينا منزل بدور إلسا، ملكة الثلج وشقيقة آنا الكبرى
- جوناثان غروف بدور كريستوف، بائع ثلج يملك رنة يدعى سفن
- جوش غاد بدور أولاف، رجل ثلج مرح يحلم بالعيش في الصيف

## شباك التذاكر
حقق فيلم "ملكة الثلج 2" إيرادات بلغت 477.4 مليون دولار في الولايات المتحدة وكندا و976.3 مليون دولار في مناطق أخرى، بإجمالي عالمي بلغ 1.453 مليار دولار. وكان ثالث أعلى فيلم تحقيقًا للإيرادات في عام 2019، وعاشر أعلى فيلم تحقيقًا للإيرادات على الإطلاق، وثاني أعلى فيلم رسوم متحركة تحقيقًا للإيرادات على الإطلاق. في 15 ديسمبر 2019، تجاوز فيلم "ملكة الثلج 2" حاجز المليار دولار في شباك التذاكر العالمي. حسب موقع دادلاين هوليوود صافي ربح الفيلم بمبلغ 599 مليون دولار، مع مراعاة ميزانيات الإنتاج والتسويق ومشاركات المواهب والتكاليف الأخرى؛ ووضعته إيرادات شباك التذاكر وإيرادات الوسائط المحلية في المرتبة الثانية في قائمتهم "لأكثر الأفلام قيمة" لعام 2019. وفقًا لشركة ديزني (التي لم تعتبر إعادة إنتاج فيلم الأسد الملك لعام 2019 فيلمًا رسوميًا بل إعادة إنتاج بتقنية التصوير الحي)، كان فيلم "ملكة الثلج 2" هو الأعلى إيرادات بين أفلام الرسوم المتحركة (متجاوزًا "ملكة الثلج") في ذلك الوقت. ويُعزى نجاح فيلم "ملكة الثلج 2" في شباك التذاكر إلى موعد إصداره القريب من عيد الشكر. ووفقًا لمحلل كومسكور، بول ديرغارابيديان، كان الفيلم "في وضع مثالي للعرض حتى عام 2020".
تم إصدار "ملكة الثلج 2" مع فيلم "يوم جميل في الحي" و فيلم "21 جسر" في 22 نوفمبر 2019، في 4440 مسرحًا. حقق الفيلم 41.8 مليون دولار في يومه الأول، بما في ذلك 8.5 مليون دولار من معاينات ليلة الخميس. حقق الفيلم في أول عرض له 130 مليون دولار، وهو أعلى افتتاح لفيلم رسوم متحركة في ذلك الشهر. اجتذب "ملكة الثلج 2" جمهورًا من الإناث في المقام الأول، وكان حوالي 70 بالمائة من المشاهدين من العائلات. انخفضت إيراداته في عطلة نهاية الأسبوع الثانية بنسبة 34 في المائة إلى 85.6 مليون دولار (مع 125 مليون دولار خلال عطلة نهاية الأسبوع لعيد الشكر التي استمرت خمسة أيام) وتبعها 34.7 مليون دولار أخرى في عطلة نهاية الأسبوع الثالثة. بحلول 29 ديسمبر، تجاوزت إيرادات الفيلم المحلية 400 مليون دولار. غادر فيلم "ملكة الثلج 2" دور العرض بحلول 19 مارس 2020، مما جعله رابع أعلى فيلم ربحًا لعام 2019 في الولايات المتحدة وكندا، وفي هذه المرحلة تأثرت صناعة السينما بشكل كبير بجائحة كوفيد-19.

## الاستقبال
تلقى فيلم "ملكة الثلج 2" مراجعات إيجابية بشكل عام. وبلغت نسبة الموافقة عليه 77% بناءً على 336 مراجعة احترافية على موقع الطماطم الفاسدة، بمتوسط تقييم 6.7/10. وجاء في إجماع النقاد على الموقع: "لا يستطيع فيلم "ملكة الثلج" استعادة الأجواء المذهلة لسابقه، لكنه يبقى مغامرة مبهرة في عالم مجهول." أما موقع ميتاكريتيك (الذي يستخدم متوسطًا مرجحًا) فقد منح الفيلم درجة 64 من 100 بناءً على 47 ناقدًا، مما يشير إلى "مراجعات إيجابية بشكل عام". وقد منح الجمهور الذي استطلعت آراءه سينما سكور الفيلم تقييمًا متوسطًا A- (أقل من A+ للفيلم الأول) على مقياس من A+ إلى F، ومنحه بوست تراك تقييمًا 4.5 من خمس نجوم في يوم عرضه الأول.